# 견미리
견미리(甄美里, 1965년 1월 27일 ~ )은 대한민국의 배우와 가수이다.

## 생애
서울국악예술고등학교를 졸업하고 1983년 세종대학교 예체능대학 무용학과에 입학하였다. 그 해에 알고 지내던 지인을 대신해서 MBC 배우 선발에 지원하게 되었으며 1984년 MBC 17기 공채 탤런트에 선발되었다. 1984년 MBC 《조선왕조 오백년 - 풍란》에 출연하면서 본격적인 활동을 시작하였다.
데뷔 초 뛰어난 외모, 젊은 나이에 비해 성숙된 연기력으로 대중들에게 많은 사랑을 받았다. 데뷔 3년 차인 1987년에 동료배우 임영규와 결혼하였으며 데뷔 4년차가 되던 1988년에는 드라마 《인현왕후》의 숙빈 최씨 역을 맡아 MBC 연기대상 신인연기상을 수상하였다. 1993년에 임영규와 이혼을 하였는데, 이혼할 당시 4살과 2살 된 두 딸이 있었다.
1995년 SBS 《장희빈》에서 명성왕후 역을 맡아 열연하면서 대중들에게 많은 사랑을 받았다. 1998년 친오빠의 소개로 사업가 이홍헌과 재혼하였고 그와의 사이에서 아들 한 명이 있다. 2004년 MBC 《대장금》, 2006년 MBC 《주몽》라는 대박 작품에서 악역 연기를 실감나게 펼치며 인기가 상승하였으며 악역 전문 배우로도 불리게 되었다.
2006년에는 남편 이홍헌과 JU 사건에 연루되어 지탄을 받기도 했으나 2009년 7월에 태진아와 함께 주식을 투자해 대박을 떠뜨려 이슈가 되었으며 8월에는 태진아의 권유로 1집 음반 《행복한 여자》을 발표하면서 가수로 데뷔하기도 했다.

## 학력
- 서울국악예술고등학교 무용과 졸업 (83년도)
- 세종대학교 무용학과 졸업 (학사)

## 가족
- 첫째(딸): 2011년에 데뷔한 와이블룸엔터테인먼트에 소속된 배우 이유비(1990년생)
- 둘째(딸): 9아토엔터테인먼트와 계약한 배우 이다인 (1992년생)
- 사위: 둘째(딸)인 배우 이다인과 결혼한 이승기
- 셋째(아들): 막내로는 아들 이기백 (1999년생)이 있다.

## 출연작

### 드라마
- 1984년 MBC 캠퍼스드라마 《햇빛사냥》
- 1985년 MBC 창사24주년 특별기획드라마 《조선왕조 오백년 - 풍란》 ... 정난정의 몸종 역
- 1986년 MBC 어린이드라마 《꾸러기》 ... 여대생 역
- 1986년 MBC 일요아침드라마 《한지붕 세가족》
- 1987년 MBC 주말연속극 《사랑과 야망》 ... 김효숙 역
- 1988년 MBC 창사27주년 특별기획드라마 《조선왕조 오백년 - 인현왕후》 ... 숙빈 최씨 역
- 1988년 MBC 미니시리즈 《도시의 흉년》 ... 순정 역
- 1989년 KBS2 대하드라마 《천명》
- 1989년 MBC 미니시리즈 《거인》 ... 서금지 역
- 1990년 MBC 아침드라마 《사랑해 당신을》 ... 완주 친구 역
- 1991년 MBC 토요드라마 《무동이네 집》 ... 강하나 역
- 1993년 SBS 수목드라마 《한강 뻐꾸기》
- 1993년 MBC 단막극 《MBC 베스트극장 - 순달씨와 병구씨와 옥주양》 ... 옥주 역
- 1994년 KBS2 대하드라마 《한명회》 ... 여진족 첩 역
- 1994년 SBS 월화드라마 《작별》...효숙 역
- 1995년 KBS2 3.1절특집극 《땅울림》
- 1995년 SBS 특별기획드라마 《코리아게이트》 ... 이순자 역
- 1995년 SBS 주간시트콤 《LA아리랑》 ... 박미리 역
- 1995년 SBS 대하드라마 《장희빈》 ... 명성왕후 역
- 1996년 KBS2 일요아침드라마 《귀여운 여자》 ... 한정자 역(중도하차)
- 1996년 KBS2 일일연속극 《원지동 블루스》
- 1997년 MBC 일일연속극 《세 번째 남자》
- 1997년 KBS2 미니시리즈 《완벽한 남자를 만나는 방법》
- 1998년 MBC 미니시리즈 《육남매》 ... 미미 모 역
- 1998년 SBS 주말극장 《사랑해 사랑해》 ... 혜진 모 역
- 1998년 KBS2 미니시리즈 《킬리만자로의 표범》
- 2000년 SBS 월화드라마 《사랑의 전설》
- 2000년 SBS 3부작특집극 《은사시나무》 ... 작은 며느리 역
- 2000년 MBC 월화드라마 《아줌마》 ... 최유미 역
- 2001년 KBS1 일일연속극《우리가 남인가요》 ... 최영주 역
- 2001년 SBS 일일드라마 《소문난 여자》 ... 한영선 역
- 2002년 KBS2 주말연속극 《내사랑 누굴까》 ... 박경주 역
- 2002년 KBS1 일일연속극 《당신 옆이 좋아》 ... 박순심 역
- 2002년 SBS 특별기획 《대망》 ... 유부인 역
- 2003년 MBC 특별기획드라마 《대장금》 ... 최 상궁 역
- 2004년 KBS2 일일시트콤 《달래네 집》 ... 견미리 역
- 2005년 SBS 금요드라마 《사랑공감》 ... 윤지숙 역
- 2005년 KBS2 주말연속극 《슬픔이여 안녕》 ... 한성미 역
- 2005년 MBC 일일아침드라마 《자매바다》 ... 이금복 역
- 2006년 KBS1 TV소설 《강이 되어 만나리》 ... 서옥란 역
- 2006년 MBC 창사45주년 특별기획드라마 《주몽》 ... 원후 역
- 2006년 SBS 추석특집극 《깜근이 엄마》 ... 이도순 역
- 2007년 MBC 창사46주년 특별기획드라마 《이산》 ... 혜경궁 홍씨 역
- 2007년 SBS 주말극장 《황금신부》 ... 양옥경 역
- 2010년 SBS 일일연속극 《세 자매》 ... 장지애 역
- 2011년 KBS2 아침드라마 《복희 누나》 ... 윤정애 역
- 2011년 MBC 일일연속극 《오늘만 같아라》 ... 이재경 역
- 2012년 SBS 드라마스페셜 《옥탑방 왕세자》 ... 좌상대감 처, 정경부인 역(특별출연)
- 2012년 JTBC 주말연속극 《무자식 상팔자》 ... 신새롬 역
- 2013년 MBC 일일연속사극 《구암 허준》 ... 함안댁 역
- 2013년 SBS 주말극장 《원더풀 마마》 ... 김영이 역
- 2013년 MBC 일일연속극 《빛나는 로맨스》 ... 이태리 역
- 2014년 SBS 일일드라마 《사랑만 할래》 ... 수 간호사 역 (특별출연)
- 2014년 KBS2 주말연속극 《가족끼리 왜 이래》 ... 허양금 역
- 2014년 SBS 플러스 월요드라마 《도도하라》
- 2014년 MBC 단막극 《드라마 페스티벌 - 원녀일기》 ... 조씨 역 (특별출연)
- 2016년 SBS 주말특별기획 《미녀 공심이》 ... 염태희 역
- 2017년 SBS 수목드라마 《다시 만난 세계》 ... 손명옥 역
- 2017년 tvN 토일드라마 《변혁의 사랑》 ... 정여진 역
- 2018년 SBS 아침연속극 《강남 스캔들》 ... 장미리 역
- 2020년 SBS 토일드라마 《편의점 샛별이》 ... 김혜자 역
- 2023년 tvN 토일드라마 《판도라: 조작된 낙원》 ... 민영휘 역

### 영화
- 1988년 《위험한 향기》 ... 지숙 역
- 1989년 《울고 싶어라》
- 2009년 《거북이 달린다》 ... 조 형사 아내 역

### 연극
- 1994년 《남편을 죽이는 서른가지방법》

## 정규 앨범
| 번호 | 음반 정보                                     | 트랙 리스트 |
| ---- | --------------------------------------------- | --- |
| 1    | 《1집 행복한 여자》 - 발매일 : 2009년 7월 2일 | 1. 행복한 여자 2. 내 하나의 사람은 가고 3. 몰래한 사랑 4. 사랑밖엔 난 몰라 5. 얄미운 사람 6. 갈색추억 7. 동반자 8. 애인 9. 행복한 여자 (Inst.) |

## CF
- 1985년 코닥필름
- 1989년~1990년 남양유업 점프A, 남양이유밀
- 1991년 애경산업 애경썬
- 1991년 진주햄 점프후랑크
- 1992년 진주햄 바비큐김밥햄, 즉석된장국, 알짜물만두, 깜바깜보
- 1993년 진미식품 진미고향고추장
- 1993년 진주햄 선물세트, 개구장이큐 알짜물만두, 갈비맛햄 진주완탕
- 1994년 대한펄프 엘핀스
- 1995년 진주햄 진주햄 캔콘샐러드, 진주햄 감초큐, 진주햄 갈비맛프랑크
- 1998년 진주햄기업PR 레스햄, 진주냉동 생생나라돈가스, 진주햄 바로구이갈비맛후랑크, 진주햄 진주햄켄셀러드
- 1999년 남양유업 남양점프
- 2004년~2006년 동국제약 인사돌, 하선정종합식품 하선정 김치, 동양화재 동양화재자동차보험
- 2007년 동국제약 훼라민큐
- 2008년 동국제약 인사돌, 동국제약 훼라민큐
- 2009년 청원군 청원생명 청원생명쌀
- 2010년 서희건설 스타힐스

## 홍보대사
- 2004년 전주국제발효식품엑스포 홍보대사
- 2005년 마음은행 에반젤리 홍보대사
- 2007년 코리아드라마페스티벌 홍보대사
- 2007년 관세청 지적재산권 지킴이 명예홍보대사
- 2008년 푸른청원 생명축제 홍보대사
- 2011년 간사이 관광 안전 PR 추진 사업 실행위원회 홍보대사
- 2017년 가천대 길병원 2017 아동학대예방 캠페인 홍보대사
- 2017년 강원대학교 홍보대사

## 수상 경력
- 2008년 제42회 납세자의 날 기획재정부장관 표창
- 2007년 SBS 연기대상 여자연기상 《황금신부》
- 2005년 SBS 연기대상 연속극부문 우수연기상 《사랑공감》
- 1988년 MBC 연기대상 신인연기상

## 사건
- 2009년 10월 29일 견미리와 태진아는 벤처기업 상장사 FCB투웰브의 주가를 조작한 혐의를 받았다. FCB투웰브의 유상증자에 참여한 이후, 주당 1만6000원대였던 주식이 한 달 만에 12만원대로 폭등하여 검찰의 조사를 받았지만 2010년 4월 8일 무혐의 처분을 받았다. 이 회사의 실소유주인 견미리의 남편은 주가 조작 및 회삿돈 횡령 혐의 등으로 불구속 기소되었다.[2][3]
- 2016년 7월 30일 견미리의 남편 이홍헌이 구속되었다. 이홍헌은 아내 견미리가 대주주로 있는 보타바이오의 주가를 부풀려 주식을 고가에 매각, 40억원 상당의 부당이득을 챙긴 혐의이다.[4] 또한 견미리는 임영규와 이혼할 때 받은 위자료가 하나도 없고 빚을 떠안았다고 했지만, 재혼하면서 주식 부자로 늘어난 재산에도 의혹을 받고 있다.[5]